# Premierzy Sri Lanki

## Chronologiczna lista
| Osoba | Osoba   | Osoba                                                                           | Kadencja             | Kadencja             | Partia polityczna           |
| Nr    | Portret | Imię i nazwisko                                                                 | Od                   | Do                   | Partia polityczna           |
| ----- | ------- | ------------------------------------------------------------------------------- | -------------------- | -------------------- | --------------------------- |
| 1     |         | Don Stephen Senanayake දොන් ස්ටීවන් සේනානායක டான் ஸ்டீபன் சேனாநாயக்க (1884–1952)                 | 24 września 1947     | 22 marca 1952        | Zjednoczona Partia Narodowa |
| 2     |         | Dudley Shelton Senanayake ඩඩ්ලි සේනානායක டட்லி சேனநாயக்கா (1911–1973)                      | 26 marca 1952        | 12 października 1953 | Zjednoczona Partia Narodowa |
| 3     |         | John Lionel Kotelawala ජෝන් කොතලාවල ஜோன் கொத்தலாவல (1897–1980)                           | 12 października 1953 | 12 kwietnia 1956     | Zjednoczona Partia Narodowa |
| 4     |         | Solomon Bandaranaike සොලමන් බන්ඩාරනායක சாலமன் பண்டாரநாயக்கே (1899–1959)                     | 12 kwietnia 1956     | 26 września 1959     | Partia Wolności Sri Lanki   |
| 5     |         | Wijeyananda Dahanayake විජයානන්ද දහනායක விஜயானந்த தகநாயக்கா (1902–1997)                   | 26 września 1959     | 20 marca 1960        | Partia Wolności Sri Lanki   |
| (2)   |         | Dudley Shelton Senanayake ඩඩ්ලි සේනානායක டட்லி சேனநாயக்கா (1911–1973)                      | 21 marca 1960        | 21 lipca 1960        | Zjednoczona Partia Narodowa |
| 6     |         | Sirimavo Bandaranaike සිරිමාවො රත්වත්තේ ඩයස් බණ්ඩාරනායක சிறிமா ரத்வத்தே டயஸ் பண்டாரநாயக்கே (1916–2000) | 21 lipca 1960        | 25 marca 1965        | Partia Wolności Sri Lanki   |
| (2)   |         | Dudley Shelton Senanayake ඩඩ්ලි සේනානායක டட்லி சேனநாயக்கா (1911–1973)                      | 25 marca 1965        | 29 maja 1970         | Zjednoczona Partia Narodowa |
| (6)   |         | Sirimavo Bandaranaike සිරිමාවො රත්වත්තේ ඩයස් බණ්ඩාරනායක சிறிமா ரத்வத்தே டயஸ் பண்டாரநாயக்கே (1916–2000) | 29 maja 1970         | 23 lipca 1977        | Partia Wolności Sri Lanki   |
| 7     |         | Junius Richard Jayewardene ජුනියස් රිචඩ් ජයවර්ධන ஜூனியஸ் ரிச்சட் ஜயவர்தனா (1906–1996)         | 23 lipca 1977        | 4 lutego 1978        | Zjednoczona Partia Narodowa |
| 8     |         | Ranasinghe Premadasa රණසිංහ ප්‍රේමදාස ரணசிங்க பிரேமதாசா (1924–1993)                          | 6 lutego 1978        | 2 stycznia 1989      | Zjednoczona Partia Narodowa |
| 9     |         | Dingiri Banda Wijetunge ඩිංගිරි බණ්ඩා විජේතුංග டிங்கிரி பண்ட விஜேதுங்க (1916–2008)                 | 6 marca 1989         | 7 maja 1993          | Zjednoczona Partia Narodowa |
| 10    |         | Ranil Wickremesinghe රනිල් වික්‍රමසිංහ ரணில் விக்ரமசிங்க (1949–)                              | 7 maja 1993          | 19 sierpnia 1994     | Zjednoczona Partia Narodowa |
| 11    |         | Chandrika Kumaratunga චන්ද්‍රිකා බණ්ඩාරනායක කුමාරතුංග சந்திரிகா பண்டாரநாயக்கே குமாரதுங்கா (1945–)          | 19 sierpnia 1994     | 12 listopada 1994    | Partia Wolności Sri Lanki   |
| (6)   |         | Sirimavo Bandaranaike සිරිමාවො රත්වත්තේ ඩයස් බණ්ඩාරනායක சிறிமா ரத்வத்தே டயஸ் பண்டாரநாயக்கே (1916–2000) | 14 listopada 1994    | 9 sierpnia 2000      | Partia Wolności Sri Lanki   |
| 12    |         | Ratnasiri Wickremanayake රත්නසිරි වික්‍රමනායක ரத்னசிறி விக்கிரமநாயக்க (1933–2016)               | 10 sierpnia 2000     | 7 grudnia 2001       | Partia Wolności Sri Lanki   |
| (10)  |         | Ranil Wickremesinghe රනිල් වික්‍රමසිංහ ரணில் விக்ரமசிங்க (1949–)                              | 9 grudnia 2001       | 6 kwietnia 2004      | Zjednoczona Partia Narodowa |
| 13    |         | Mahinda Rajapaksa මහින්ද රාජපක්ෂ மகிந்த ராசபக்ச (1945–)                                 | 6 kwietnia 2004      | 19 listopada 2005    | Partia Wolności Sri Lanki   |
| (12)  |         | Ratnasiri Wickremanayake රත්නසිරි වික්‍රමනායක ரத்னசிறி விக்கிரமநாயக்க (1933–2016)               | 19 listopada 2005    | 21 kwietnia 2010     | Partia Wolności Sri Lanki   |
| 14    |         | D.M. Jayaratne දිසානායක මුදියන්සේලාගේ ජයරත්න திசாநாயக்க முதியன்சேலாகே ஜயரத்ன (1931–2019)             | 21 kwietnia 2010     | 9 stycznia 2015      | Partia Wolności Sri Lanki   |
| (10)  |         | Ranil Wickremesinghe රනිල් වික්‍රමසිංහ ரணில் விக்ரமசிங்க (1949–)                              | 9 stycznia 2015      | 26 października 2018 | Zjednoczona Partia Narodowa |
| (13)  |         | Mahinda Rajapaksa මහින්ද රාජපක්ෂ மகிந்த ராசபக்ச (1945–)                                 | 26 października 2018 | 16 grudnia 2018      | Partia Wolności Sri Lanki   |
| (10)  |         | Ranil Wickremesinghe රනිල් වික්‍රමසිංහ ரணில் விக்ரமசிங்க (1949–)                              | 16 grudnia 2018      | 21 listopada 2019    | Zjednoczona Partia Narodowa |
| (13)  |         | Mahinda Rajapaksa මහින්ද රාජපක්ෂ மகிந்த ராசபக்ச (1945–)                                 | 21 listopada 2019    | 9 maja 2022          | Front Ludowy Sri Lanki      |
| (10)  |         | Ranil Wickremesinghe රනිල් වික්‍රමසිංහ ரணில் விக்ரமசிங்க (1949–)                              | 12 maja 2022         | 22 lipca 2022        | Zjednoczona Partia Narodowa |
| 15    |         | Dinesh Gunawardena දිනේෂ් ගුණවර්ධන தினேஷ் குணவர்தன (1949–)                                | 22 lipca 2022        | 23 września 2024     | Zjednoczony Front Ludowy    |
| 16    |         | Harini Amarasuriya හරිනි අමරසූරිය ஹரிணி அமரசூரிய (1970–)                                | 24 września 2024     | nadal urzęduje       | Ludowy Front Wyzwolenia     |
|       |         |                                                                                 |                      |                      |                             |